# 八洲電装
八洲電装株式会社（やしまでんそう、英: YASHIMA DENSO Co., Ltd.）は、本社を東京都港区に置く、主に自動車部品・車載モーター・センサー・電子部品・樹脂部品・金属加工部品・セキュリティ機器の企画・販売を中心とした技術商社である。

## 概要
1934年（昭和9年）6月、創業者の早津直蔵がクライスラー系自動車の修理補修用部品の販売を行う八洲自動車部品商会を創業。
その後1935年（昭和10年）、赤坂溜池へ移転。
ルーツとなる八洲自動車は1925年（大正14年）にクライスラー、プリムスの総代理店として、東京市芝区新桜田町（衆議院門前）に、英国人ジェームス・デー・メイソンを社長に、木村兼次郎によって設立された自動車輸入ディーラーで、当時GMC・キャデラックの梁瀬自動車（現・ヤナセ）、パッカードの三和自動車と並ぶ規模であった。
この八洲自動車の部品部門が別資本で独立し、八洲自動車部品商会として早津直蔵が1934年に創業。
八洲電装の本社が位置する赤坂溜池 - 虎ノ門界隈は現在オフィス街となっているが、昭和初期には自動車関連業者が多く、東洋最大の自動車街を形成していた地域であった。
現在でも同地域には自動車部品商や整備工場が数社残っており、八洲電装が虎ノ門に本社を置くのもその名残の一つである。
同時代に創業した多くの自動車関連企業は自動車の販売、アフターマーケット用品、自動車整備機器がビジネスの中心に移行したが、早津直蔵は当時の日野重工業(現日野自動車)の要請に伴い、自動車部品の国産化に尽力し、現在でも自動車メーカーの量産工場に自動車部品を商社として直接販売するビジネスが中心となっている。
創業者の早津直蔵が八洲自動車に在籍していた当時、八洲自動車は安全自動車、脇田自動車工業(現トランテックス)と共に自動車メーカー「株式会社共立自動車製作所」を昭和5年に設立し、神奈川の鶴見でダッジをベースに「日光号」をノックダウン製造した。
当時の情勢では外貨割当制限などの影響もあり自動車部品の輸入が徐々に困難になり、昭和12年には自動車の国産化の動きが本格化し、これに伴って自動車部品の国産化に取り組んだ。
この共立自動車には後にトヨタ自動車で初代トヨペット・クラウン、初代トヨペット・コロナ・センチュリーの開発責任者となる中村健也氏が在籍しており、自動車黎明期の国産化の苦労を語っている。
八洲自動車部品商会は1948年に八洲商事株式会社に組織変更され、1968年に八洲電装株式会社となった。
現在の八洲電装は技術商社として、部品サプライヤー(Tier1)の立場で日野自動車や日産自動車にエンジン部品や樹脂部品、半導体・電子部品・センサ・モーター、電動ファンなどを量産納入しており、同時に大手Tier1部品サプライヤーとの取引も拡大している。
非自動車分野では、半導体実装機や工業用ミシンへの部品販売に加え、大手昇降機器メーカーへのセキュリティ機器や情報機器納入が本格化し、
建設機械・農業機械メーカーとの取引も拡大。
2018年に虎ノ門一・二丁目地区第一種市街地再開発事業に伴って、東京都港区虎ノ門2-8-5 八洲ビルから、東京都港区虎ノ門3-5-1　虎ノ門37森ビル12階に一時移転。
2023年7月末、虎ノ門ヒルズ 江戸見坂テラス完成と共に東京都港区虎ノ門2-9-1　虎ノ門ヒルズ 江戸見坂テラス10階(自社所有フロア)に移転した。

## 事業分野
自動車産業、産業機械・建設機械・農業機械・昇降機分野を中心に量産部品及び資材類の企画販売と輸出入。
※東芝ビジネスパートナー
・半導体・電子部品・センサー・液晶ディスプレイ類の企画販売及び輸出入。
・自動車部品及び車載電装品の企画販売及び輸出入。
・東芝製ハイブリッド車用ジェネレーターの販売及び輸出入。
・樹脂成形品、金属加工品の開発・製造・販売。
・エレベーター用セキュリティ機器及び情報機器の企画販売。
・ハイブリッド車・電気自動車。燃料電池車用高電圧ハーネスの企画販売。
・結束バンド・特殊梱包資材等の生産材に関わる企画販売。

## 事業所
- 本社：東京都港区虎ノ門東京都港区虎ノ門2-9-1　虎ノ門ヒルズ 江戸見坂テラス 10階
- タイ：223 M003, Free Zone 1, Tungsukla, Sriracha, Chonburi, 20230 (Located inside Sankyu Leamchabang area)

## 沿革
- 1934年 - 早津直蔵が日本橋室町で八洲自動車部品商会を創業
- 1935年 - 東京瓦斯電気工業（現在の日野自動車株式会社の前身）との取引開始。赤坂溜池へ移転。
- 1942年 - 日野重工業株式会社の創立と共に取引開始。
- 1948年 - 八洲商事株式会社へ組織変更（資本金30万円、社員4名）。
- 1952年 - 本店を西久保明舟町（現在の虎ノ門付近）に移転。資本金を100万円に増資。
- 1953年 - 東芝特約代理店契約締結。日産自動車株式会社との取引を開始。
- 1958年 - 鉄系焼結、ドアロックバンパー等開発。
- 1960年 - 東京重機ミシン（現・JUKI）との取引を開始。
- 1962年 - 社屋完成。燒結レギュレーターピニオン開発。
- 1968年 - 12月28日、八洲電装株式会社設立（資本金1000万円）。八洲商事株式会社より営業部門を譲渡される。
- 1969年 - 東芝電子事業部との取引を開始。
- 1970年 - 澤藤電機株式会社に電子部品納入開始。
- 1973年 - 広島営業所開設。
- 1977年 - 株式会社小松製作所との取引を開始。
- 1978年 - 日本電子機器株式会社（のちに日立オートモティブシステムズを経て現・日立Astemo）との取引を開始。
- 1980年 - 日産自動車向けサンルーフ用モーター納入開始。
- 1982年 - 日本セラミック株式会社との取引を開始。
- 1992年 - 新社屋完成。
- 2001年 - 東芝エレベータ株式会社との取引を開始。
- 2002年 - 資本金2,000万円に増資。香港に亞喜瑪電装有限公司設立。
- 2004年 - ISO9001取得。
- 2005年 - 日野自動車製大型観光バス（セレガ）用インパネ部品納入開始。
- 2006年 - ISO14001取得。
- 2007年 - 日産自動車に可変バルブリフト（VVEL）システム用モーター納入開始。
- 2010年 - 日産・リーフ向け車載充電器（OBC）及び電流センサ他の量産及び納入開始。
- 2011年 - 東芝産業機器製造（現・東芝産業機器システム）との取引を開始。
- 2012年 - YASHIMA USA, LLC.設立。
- 2014年 - Google Suite導入。
- 2016年 - 基幹システムをクラウドベースに刷新。
- 2017年 - 東京都の外国人材受入支援事業を活用し、外国人インターンシップを受け入れ。
- 2018年 - 虎ノ門一・二丁目地区第一種市街地再開発事業に伴って、自社所有のビルから虎ノ門37森ビルに仮移転。
- 2020年 - 開催予定だった東京オリンピックに伴う東京都の要請に基づき在宅勤務体制の準備を進めていた為、4月の新型コロナウィルス（COVID-19）の緊急事態宣言発出と共にテレワーク体制に移行。
- 2020年 - YASHIMA（THAILAND）CO., LTD.設立。
- 2021年 - テレワーク・モバイルワークに最適化させるための事務所改修が完了。
- 2022年 - 創業88周年を記念して、6月1日よりホームページを一新する。
- 2022年 - JETプログラムキャリア支援事業に賛同し、外国人インターンシップ受け入れ。
- 2022年 - 事務所としての広島営業所を廃止し、広島駐在社員のテレワークによる体制に移行。
- 2023年 - 7月24日 本社事務所を 虎ノ門ヒルズ 江戸見坂テラス 10階(自社所有フロア)に移転。
- 2024年 - 1月 YASHIMA Thailand本社事務所を移転。
- 2024年 - 3月 木内慎明が代表取締役社長に就任
- 2024年 - 6月 会社創立90周年。
- 2024年 - 10月 国内最大級のイノベーションの発信基地 CIC Tokyoに加入。
- 2024年 - 11月 CSR活動の一環として日野自動車と日本レーシングマネージメントで構成される、ダカール・ラリー共同参戦チーム (HINO TEAM SUGAWARA) への部品協賛を開始。

## 関連会社
- 亞喜瑪電装有限公司
- YASHIMA USA, LLC.(2022年閉鎖)
- YASHIMA（THAILAND）CO., LTD.